# Pascal Smet
Pascal Smet (sinh ngày 30 tháng 7 năm 1967) là một chính khách người Bỉ, thành viên của Đảng Xã hội - Khác biệt (sp.a) và là Bộ trưởng Bộ Giáo dục Flemish trong Chính phủ Peeters II 2009–2014.

## Đời tư
Ông sinh năm 1967 tại Beveren-Waas. Ông là thành viên của hội đồng thị trấn Beveren-Waas từ năm 1989 đến 1997 và là thành viên của hội đồng tỉnh East-Flanders (1991–1994). Ông đã có bằng Luật tại Đại học Antwerp. Ông công khai là người đồng tính.

## Sự nghiệp
Ông từng là Tổng ủy viên của Bỉ về người tị nạn và người không quốc tịch (2001–2003). Năm 2003, ông trở thành thư ký nhà nước trong chính phủ của Vùng Thủ đô Brussels với các năng lực của Cơ động, Dịch vụ Dân sự, Sở Cứu hỏa, Hỗ trợ Y tế Khẩn cấp và là chủ tịch của Ủy ban Cộng đồng Flemish với các năng lực về Văn hóa, Thể thao, Dịch vụ Dân sự và Phương tiện truyền thông.
Sau cuộc bầu cử khu vực năm 2004, Pascal Smet trở thành bộ trưởng. Từ năm 2004 đến năm 2009, ông là bộ trưởng trong chính phủ của Vùng Thủ đô Brussels. Ông đã giải quyết việc di chuyển và công trình công cộng ở vùng thủ đô Brussels. Ông cũng có năng lực về văn hóa, thể thao và tuổi trẻ cho cộng đồng Flemish ở Brussels. Sau cuộc bầu cử khu vực năm 2009, SP.a bị lật đổ khỏi chính phủ Brussels và vào ngày 13 tháng 7 năm 2009, Smet sau đó trở thành thành viên của Chính phủ Peeters II với tư cách là Bộ trưởng Bộ Giáo dục, Thanh niên, Cơ hội Bình đẳng và Các vấn đề Brussels của Flemish.
Trong cuộc bầu cử khu vực năm 2014, ông đã tranh cử vào Quốc hội Brussels, sau đó ông lại trở thành bộ trưởng di chuyển và công trình công cộng trong chính phủ Thủ đô Brussels.